# Wendi Peters
Wendi Louise Peters (Blackburn, 29 de febrero de 1968) es una actriz inglesa, reconocida por interpretar el papel de Cilla Battersby-Brown en la popular telenovela británica Coronation Street y por su trabajo como actriz de teatro y musicales. En 2008 interpretó su papel como Cilla en el largometraje Coronation Street: Out of Africa.

## Filmografía

### Cine y televisión
| Año             | Título                                   | Papel                 | Notas            |
| --------------- | ---------------------------------------- | --------------------- | ---------------- |
| 1996            | In Love and War                          | Emily Rahn            |                  |
| 2001            | Bad Girls                                | "Podger" Pam Jolly    | 2 episodios      |
| 2003–2007, 2014 | Coronation Street                        | Cilla Battersby-Brown | Papel recurrente |
| 2006            | Soapstar Superstar                       | Ella misma            | 1 episodio       |
| 2006            | Celebrity Mastermind                     | Ella misma            | 1 episodio       |
| 2006            | Celebrity Who Wants To Be A Millionaire? | Ella misma            | 1 episodio       |
| 2006            | Countdown                                | Ella misma            | 1 episodio       |
| 2008            | Jack Osbourne: Adrenaline Junkie         | Ella misma            | 1 episodio       |
| 2008            | Coronation Street: Out of Africa         | Cilla Battersby-Brown |                  |
| 2009            | Celebrity Masterchef                     | Ella misma            |                  |
| 2012            | Crime Stories                            | Marion Jackson        | 1 episodio       |
| 2012–2014       | Britain's Best Bakery                    | Ella misma            |                  |
| 2014            | The Great British Sewing Bee             | Ella misma            |                  |
| 2015–2017       | Hetty Feather                            | Cook Jenkins          | 3 episodios      |
| 2015            | Flockstars                               | Ella misma            |                  |
| 2021            | Doctors                                  | Nick Conelly          |                  |